# الجسر المتدحرج
الجسر المتدحرج أو الجسر المتداول أو جسر رولينج  هو جسر عبور لندني قابل للحركة بني عام 2004 يعبر قناة الاتحاد الكبرى، يتميز بخصوصية التفافه حول نفسه مثل ذيل العقرب وذلك للسماح بحركة الملاحة النهرية.